# 煞貢
煞貢就中國道教或台灣道教、民間信仰而言，是指行年輪值諸星之一。以《三六九十二四季之月》擇吉道法舉例，煞貢指乙丑、甲戌、癸未、壬辰、辛丑、庚戌、己未等行年吉日。道教認為，人如輪值該星，凡起造、嫁娶、移徙、祭祀等活動，可能大發財榖、所為多慶。